# TNA 새크리파이스
새크리파이스(Sacrifice)는 임팩트 레슬링이 주관하는 임팩트 플러스 먼슬리 스페셜이다.

## 새크리파이스가 개최된 곳
| 날짜            | 개최한 곳 | 경기장                 | 관중수      | 메인 이벤트 |
| --------------- | --------- | ---------------------- | ----------- | --- |
| 2005년 8월 14일 | 올랜도    | TNA 임팩트! 존         | 775         | 제프 제럿 & 라이노 vs. 레이븐 & 사부 (NWA 월드 헤비웨이트 챔피언십, 태그팀 매치) |
| 2006년 5월 14일 | 올랜도    | TNA 임팩트! 존         | 900         | 크리스천 케이지 vs. 어비스 (NWA 월드 헤비웨이트 챔피언십, 풀 메탈 메이헴 매치) |
| 2007년 5월 13일 | 올랜도    | TNA 임팩트! 존         | 900         | 커트 앵글 vs. 크리스천 케이지 vs. 스팅 (TNA 월드 헤비웨이트 챔피언십, 트리 웨이 매치)                                                                                               |
| 2008년 5월 11일 | 올랜도    | TNA 임팩트! 존         | 900         | 사모아 조 vs. 카즈 vs. 스콧 스타이너 (TNA 월드 헤비웨이트 챔피언십, 트리 웨이 매치)                                                                                                 |
| 2009년 5월 24일 | 올랜도    | TNA 임팩트! 존         | 1,100       | 스팅 vs. 믹 폴리 vs. 커트 앵글 vs. 제프 제럿 (포-웨이 얼티밋 새크리파이스 매치) |
| 2010년 5월 16일 | 올랜도    | TNA 임팩트! 존         | 1,100       | 랍 밴 댐 vs. A.J. 스타일스 (TNA 월드 헤비웨이트 챔피언십) |
| 2011년 5월 15일 | 올랜도    | 임팩트 레슬링 존       | 1,100       | 스팅 vs. 랍 밴 댐 (TNA 월드 헤비웨이트 챔피언십) |
| 2012년 5월 13일 | 올랜도    | 임팩트 레슬링 존       | 1,100       | 바비 루드 vs. 랍 밴 댐 (TNA 월드 헤비웨이트 챔피언십, 래더 매치) |
| 2014년 4월 7일  | 올랜도    | 임팩트 레슬링 존       | 1,400       | 에릭 영 vs. 매그너스 (TNA 월드 헤비웨이트 챔피언십) |
| 2021년 3월 13일 | 내슈빌    | 스카이웨이 스튜디오스  | 무관중 경기 | 리치 스완 (임팩트 월드 챔피언) vs. 무스 (TNA 월드 헤비웨이트 챔피언) (임팩트 월드 챔피언십 & TNA 월드 헤비웨이트 챔피언십)                                                          |
| 2022년 3월 5일  | 루이빌    | 패리스타운 홀          |             | 무스 vs. 히스 (임팩트 월드 챔피언십) |
| 2023년 3월 24일 | 윈저      | 세인트클레어 컬리지    |             | 팀 머신 (크리스 세이빈, 앨릭스 셸리, KUSHIDA) vs. 프랭키 카자리안, 리치 스완, 스티브 맥클린                                                                                         |
| 2024년 3월 8일  | 윈저      | 세인트클레어 컬리지    |             | 무스 vs. 에릭 영 (TNA 월드 챔피언십) |
| 2025년 3월 14일 | 엘패소    | 엘패소 카운티 콜리시엄 | 3,500       | 조 헨드리 & 매트 하디 & 닉 네메스 & 일라이자 & 레온 슬레이터 vs. 시스템 (에디 에드워즈 & JDC & 브라이언 마이어스) & 콜론스 (에디 콜론 & 올랜도 콜론) (스틸 케이지 10인 태그팀 매치) |